# Kateřina Stočesová
Kateřina Stočesová (* 14. října 1979 Podlesí, Československo) je česká modelka a podnikatelka. V roce 1998 zvítězila v soutěži Miss České republiky a téhož roku získala i ocenění Queen of the World.
Vystudovala Střední zahradnickou školu v Mělníku a podniká v oblasti floristiky. Dne 23. června 2011 v Ústavu pro péči o matku a dítě porodila císařským řezem dceru Annemarii, jejímž otcem je Aleš Koc (syn módní návrhářky Věry Kocové). Před partnerstvím s Kocem byla Stočesová manželkou podnikatele Daniela Bezoušky, za kterého se provdala 10. října 2003 na zámku Jemniště poblíž Benešova. Manželství ovšem skončilo rozvodem.